# Visión onírica
Una visión onírica, visión de sueño o visio es un dispositivo literario en el cual se narra un sueño o visión como fuente de algún conocimiento o verdad que es inaccesible al soñador en estado de vigilia. Si bien los sueños ocurren con frecuencia en la historia de la literatura, la literatura onírico-visionaria como género floreció y es especialmente característica de la Europa medieval temprana. Tanto en su forma antigua como en la medieval, la visión de sueño se trata frecuentemente como de origen divino. El género volvió a hacerse popular en la era del Romanticismo, en la que los sueños se consideraban portales creativos a posibilidades imaginativas más allá del cálculo racional.
Este género sigue típicamente una estructura en la cual un narrador cuenta su experiencia de caer dormido, soñar y despertar. La historia del sueño suele ser una alegoría. El sueño es provocado por acontecimientos en la vida de vigilia del narrador, que suelen ser referidos al comienzo. La "visión" lidia con estos asuntos de la vigilia a través de las posibilidades que se abren a la imaginación durante el sueño. El narrador cuenta a menudo con la ayuda de un guía durante el sueño, y se le ofrecen ideas que proporcionan posibles soluciones a sus preocupaciones de la vigilia. El texto concluye con el narrador que despierta decidido a dejar registro del sueño. La convención de la visión onírica fue ampliamente utilizada en la literatura europea desde los tiempos del latín tardío hasta el siglo XV.